# Kalanchoe nyikae
Kalanchoe nyikae és una espècie de planta suculenta del gènere Kalanchoe, de la família de les Crassulaceae.

## Descripció
És una planta glabra pruïnosa perenne, amb la tija erecta o decumbent a la base, de 0,6 a 2 m d'alçada.
Les fulles, de color verd o verd amb els marges vermells o porpra, són peciolades, peltades o auriculades; fulles basals suborbiculars, cuneades o lleugerament cordades a la base, marges sencers; fulles superiors lanceolades; pecíols de fulles mitjanes de 3 a 10 cm. llarg, més o menys teretes, lleugerament eixamplats a la base.
Inflorescència de cima paniculada, de fins a 35 cm. llarg.
Flors acampanades de color blanc. Els lòbuls del calze lanceolats, de 9 a 16 mm de llarg i de 3 a 5 mm ample, aguts, connats a la base durant 1 a 2 mm. Tub de corol·la verdós, limbe de color crema a l'exterior, i de color crema, groc, rosa o rosa salmó a l'interior; tub de 17 a 21 mm llarg; lòbuls ovats-lanceolats, de 8 a 11 mm de llarg i de 3 a 5,5 mm ample, mucronat (mucró d'1 mm de llarg); anteres amb glàndules apicals d'uns 0,25 mm de diàmetre; els estams episèpals inclosos d'1 a 2,5 mm dins del tub, les anteres oblongues, d'uns 2 mm de llarg i 1 mm ample; estams epipètals sobresortints, anteres oblongues, de 1,4 a 1,6 mm de llarg i de 0,8 0,9 mm ample; Escates nectàries lineal-subulades, de 2,5 a 5 mm llarg; carpels lineal-lanceolats, de 10 a 12 mm de llarg, atenuats en estils de 6 a 9 mm llarg.

## Distribució
Planta endèmica de Kenya i Tanzània.

## Taxonomia
Kalanchoe nyikae va ser descrita per Heinrich Gustav Adolf Engler (Engl.) i publicada a Die Pflanzenwelt Ost-Afrikas C: 189. 1895.

### Etimologia
Kalanchoe: nom genèric que deriva de la paraula cantonesa "Kalan Chauhuy", 伽藍菜 que significa 'allò que cau i creix'.
nyikae: epítet que es refereix a la paraula swahili nyika que significa 'arbust'. Nyika és el nom de les tribus que habiten a la costa de Kenya i Tanzània.

### Sinonímia
- Kalanchoe hemsleyana Cufod.

La subespècie Kalanchoe nyikae ssp. auriculata Raadts té el sinónim:
- Kalanchoe auriculata (Raadts) Byalt